# Hug, el Troglodita
Hug, o bé Hug, El Troglodita, és un personatge de ficció de còmic, l'època on es desenvolupen les seves historietes és la prehistòria, a les seves aventures no hi falten els mamuts i els dinosaures. Es va publicar per primera vegada a la revista Tio Vivo, Segona època, Almanaque para 1966 publicat cap el novembre de 1965. L'autor és Jordi Goset Rubio. El personatge es va publicar un període llarg de temps a la portada de la revista Tio Vivo.

## Argument
La definició de Troglodita, és la d'aquell que viu en coves i a passat a ser un sinònim despectiu de prehistòric. També és una persona rude i mentalment endarrerida. Hug, és les dues coses viu a les cavernes, i amb el dia a dia no se'n surt gaire bé, ja que la seva intel·ligència és més aviat minsa.
El seu aspecte és el d'un home baix, el cap i la cara són una de sola, cobert per una mata de pèl uns ulls molt grossos i sempre molt oberts, amb un nas gros i rodó.
Va vestit amb una pell d'animal, i fa servir un tronc com a maça per caçar o donar cops als del seu voltant.
La seva manca d'intel·ligència fa que els seus invents sempre acabin amb un fracàs, l'intent de menjar carn no sempre dona el resultat que espera, ja que amb la caça, tampoc no hi té gaire habilitat. És per això que acaba menjant verdura en lloc de la preuada carn. Els seus intents d'inventar coses acaben sempre amb un fracàs estrepitós.
La força bruta és una de les poques habilitats que té, però això el porta a rebre cops a tort i dret.
Personatges Secundaris
Hug, comparteix la seva vida amb Pikaso, aquest és el pintor de la tribu. Un altre dels personatges rellevants és, Pitákoras, un savi que dedica el seu temps a inventar eines amb utilitats més o menys pràctiques.

## Autors
Jordi Goset Rubio (Barcelona, 22 d'octubre de 1908 - 31 de març de 1994), també conegut amb el nom artístic de Gosset fou un autor de còmics que va treballar per l'Editorial Bruguera, entre els seus personatges més famosos i podem trobar, Hug, el Troglodita, Facundo da la Vuelta al Mundo o Domingón.

## Publicació
Aquest personatge només es va publicar a les revistes de còmic de l'editorial Bruguera.
Publicacions on s'ha publicat el Personatge
| Publicació           | Any de Publicació | Editorial                | Als Números      | Notes                                                    |
| -------------------- | ----------------- | ------------------------ | ---------------- | -------------------------------------------------------- |
| Pulgarcito           | 1946              | Editorial Bruguera, S.A. | 77,79,80         | A Pulgarcito extra (any 1983-1985)                       |
| Tio Vivo Almanaque   | 1961              | Editorial Bruguera, S.A. | Diversos números | Apareix per primera vegada al Almanaque para 1966 (1965) |
| Tio Vivo             | 1961              | Editorial Bruguera, S.A. | Diversos números | Reapareix a partir del número 269 (1966)                 |
| Super Pulgarcito     | 1970              | Editorial Bruguera, S.A. | 79,114,123,132   |                                                          |
| OLÉ!                 | 1971              | Editorial Bruguera, S.A. | 32,61,295        |                                                          |
| Magos del Humor      | 1971              | Editorial Bruguera, S.A. | 4,12             |                                                          |
| Super Mortadelo      | 1972              | Editorial Bruguera, S.A. | 61,84            | Número Extra de Mortadelo / Super Mortadelo / Mortadelo  |
| Super Tio Vivo       | 1972              | Editorial Bruguera, S.A. | 3,5,66,78        |                                                          |
| ZIPI ZAPE            | 1972              | Editorial Bruguera, S.A. | 594              | ZIPI ZAPE                                                |
| OLE, Seleciones de   | 1973              | Editorial Bruguera, S.A. | 11               |                                                          |
| Mortadelo, Gigante   | 1974              | Editorial Bruguera, S.A. | 3,4              |                                                          |
| Super Sacarino       | 1975              | Editorial Bruguera, S.A. | 3,15,22,25,52,70 | Sacarino                                                 |
| Super Carpanta       | 1977              | Editorial Bruguera, S.A. | Diversos números |                                                          |
| Zipi y Zape Especial | 1978              | Editorial Bruguera, S.A. | 146,148,149      | Zipi Zape Especial                                       |
| Super Rompetechos    | 1978              | Editorial Bruguera, S.A. | 2,21,33          |                                                          |
| Pepe Gotera y Otilio | 1985              | Editorial Bruguera, S.A. | 41,42,46,47,48   |                                                          |
| Super Mortadelo      | 1987              | Ediciones B, S.A.        | 2,21,33          |                                                          |
| Clásicos del Humor   | 2009              | R.B.A. libros, S.A.      | 2,21,33          |                                                          |